# Valenzuela posticus
Valenzuela posticus är en insektsart som först beskrevs av Banks 1914.  Valenzuela posticus ingår i släktet Valenzuela och familjen fransvingestövsländor. Inga underarter finns listade i Catalogue of Life.